# Vechelde (Adelsgeschlecht)

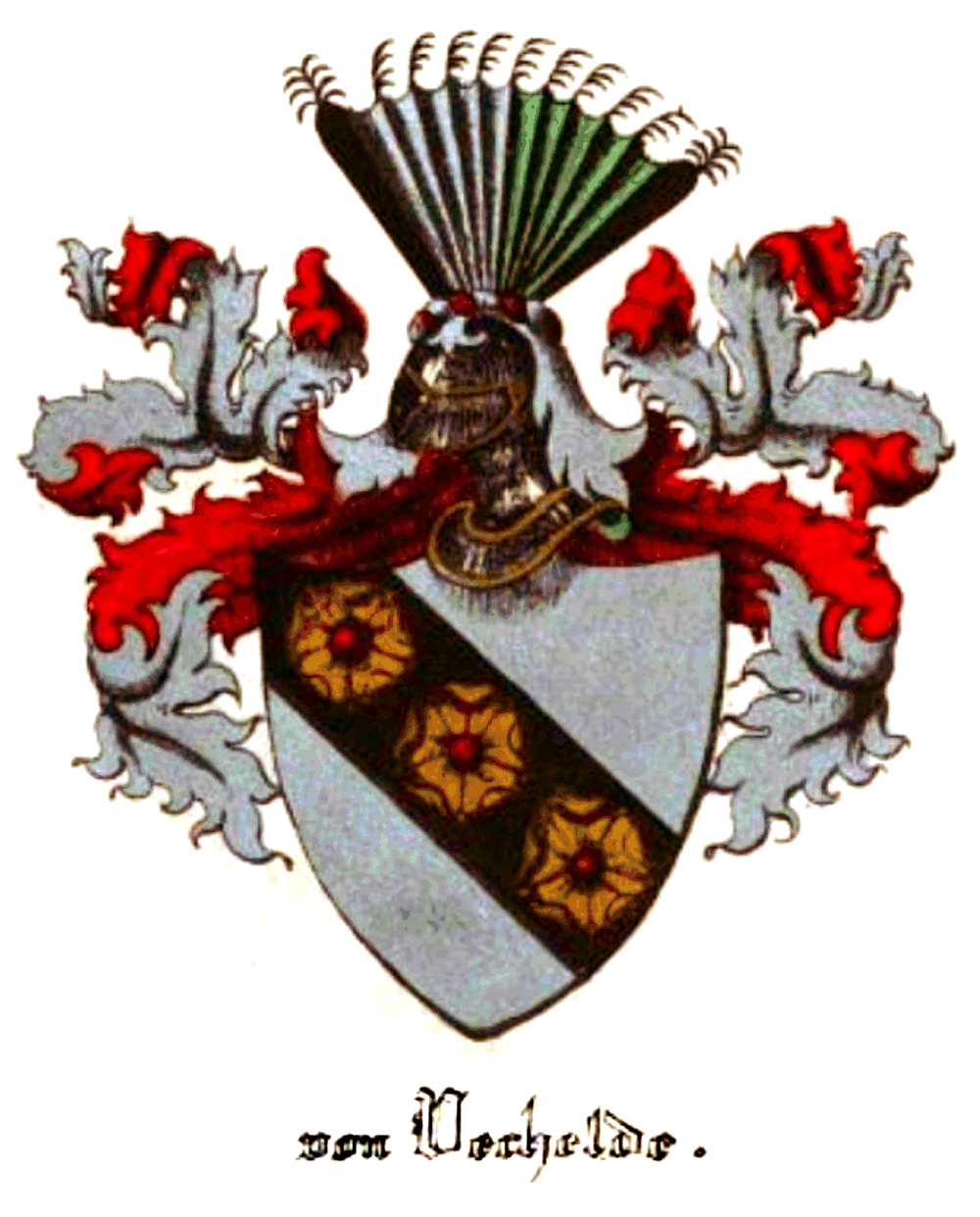
Wappen derer von Vechelde

Vechelde ist der Name eines Braunschweiger Patrizier- und deutschen Adelsgeschlechts.

## Geschichte
Das Geschlecht stammt aus dem Niederadel und entlehnt seinen Namen aus Vechelde, wo es im Mittelalter grundgesessen war. Von dort ist die Familie in nahe Braunschweig übergesiedelt und beginnt die Stammreihe mit Bernt von Vechelde, seit 1345 Bürger der Neustadt Braunschweig. In der Folgezeit zählten die Vechelde zu den angesehensten Ratsgeschlechtern Braunschweigs und stellten mehrfach den Bürgermeister. Für die Brüder Hermen von Vechelde, Wandschneider, Wechsler und Ratsherr der Altstadt Braunschweig und Albert von Vechelde, Fernhändler in Braunschweig, sowie deren Vetter Hermen von Vechelde, Wandschneider in Braunschweig erging am 2. August 1437 ein Kaiserlicher Wappenbrief. 1571 wurde Hermann von Vechtelde (1523–1572) Bürgermeister in Lübeck. Die Brüder Georg Friedrich Hermann von Vechelde, Eleven der Militärakademie in Braunschweig, August Heinrich von Vechelde und Carl Friedrich Adolph von Vechelde erhielten in Kassel am 20. September 1813 die westfälische Adelsbestätigung.

## Angehörige
- Herman von Vechelde (Politiker, um 1350) (um 1350–1420), Bürgermeister von Braunschweig, Händler und Politiker
- Hermann von Vechelde (1379–1460), Ratsherr in Braunschweig, Kaufmann und Politiker
- Albert von Vechelde (1427–1505), Bürgermeister von Braunschweig, Großhändler und Politiker
- Cort von Vechelde (1487–1554), Ratsherr der Braunschweiger Altstadt, Gewandschneider und Fernhandelskaufmann
- Tile von Vechelde, Braunschweiger Gewandschneider, Kaufmann und Zehnmann
- Herman von Vechelde (1497–1560), Bürgermeister von Braunschweig und Politiker
- Hermann von Vechtelde (1523–1572), Professor in Königsberg und Bürgermeister in Lübeck
- Tile von Vechelde, Braunschweiger Kaufmann
- Friedrich Karl von Vechelde (1801–1846), deutscher Jurist, Historiker und Publizist

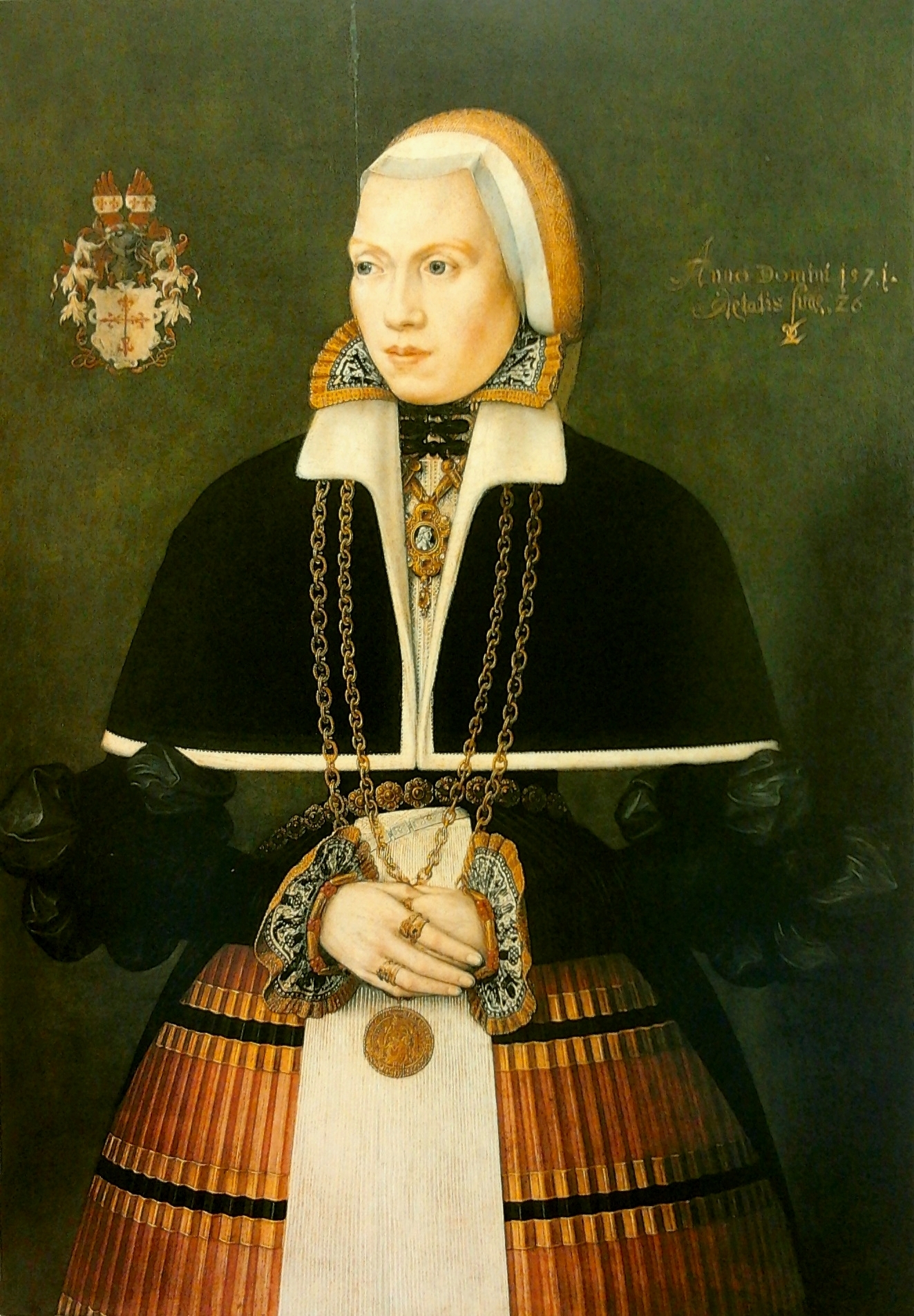
Dorothea von Vechelde geb. von Brotizem († 1594)
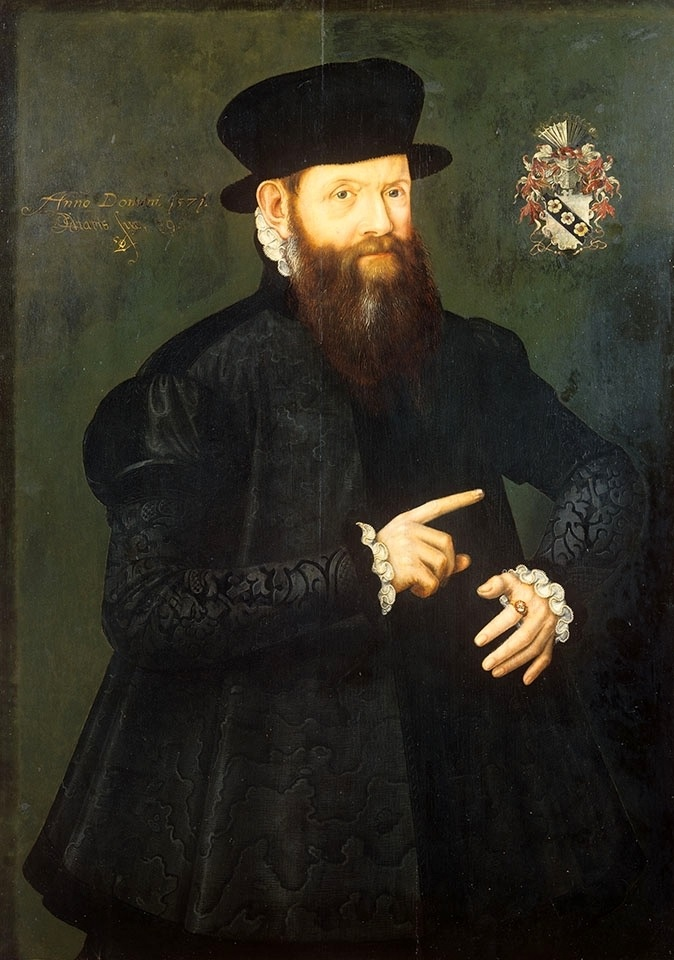
Tile III. von Vechelde (1525–1596)

## Wappen
Das Wappen zeigt in Silber ein mit drei rot-besamten goldenen Rosen belegten schwarzen Schrägrechtsbalken. Auf dem Helm mit rot-silbernen Decken ein von Silber und Grün gespickter Fächer zwischen zwei schwarzen Hahnenfedern.